# Adeona appendiculata
Adeona appendiculata är en mossdjursart som beskrevs av Busk 1884. Adeona appendiculata ingår i släktet Adeona och familjen Adeonidae. Inga underarter finns listade i Catalogue of Life.